# Хао Пэн
Хао Пэн (кит. 郝鹏; род. в июле 1960 года, Фынсян, провинция Шэньси) — китайский политический и государственный деятель, секретарь партийного комитета КПК провинции Ляонин с 28 ноября 2022 года.
Ранее председатель Комитета по контролю и управлению государственным имуществом Китая (SASAC) (2019—2022), губернатор провинции Цинхай (2013—2016), заместитель председателя правительства Тибетского автономного района (2003—2013).
Кандидат в члены ЦК КПК 18-го созыва, член Центрального комитета Компартии Китая 19 и 20-го созывов.

## Биография
Родился в июле 1960 года в уезде Фынсян городского округа Баоцзи, провинция Шэньси.
В октябре 1978 года после окончания Культурной революции поступил на факультет авиастроения Северо-западного политехнического университета (Сиань). В марте 1982 года принят в Коммунистическую партию Китая, в июле того же года окончил университет, после чего был направлен по распределению на завод по производству аэронавигационного оборудования в Ланьчжоу Китайской корпорации авиационной промышленности (AVIC). За следующие 11 лет работы на заводе занимал должности технического работника, заместителя секретаря рабкома Коммунистического союза молодёжи (КСМК), секретаря рабкома КСМК, помощника генерального директора, последовательно главы отделов комплексного планирования, пластмасс и машиностроения. В 1993 году назначен заместителем директора по общей эксплуатации, в следующем году в возрасте 34 лет занял должность директора завода. С 1997 по 2000 гг. проходил обучение в альма-матер, по окончании получил диплом магистра инженерных наук по специальности «инженер аэрокосмических систем».
Политическую карьеру начал в феврале 1999 года с назначения заместителем главы экономической и торговой комиссии провинции Ганьсу, в августе следующего года стал заместителем мэра Ланьчжоу — членом Постоянного комитета горкома КПК. С февраля 2002 года — заместитель секретаря горкома КПК Ланьчжоу по совместительству. В ноябре 2003 года переведён в Тибетский автономный район (АР), где последовательно занимал посты заместителя председателя Народного правительства АР, члена Постоянного комитета КПК Тибетского АР, заместителя секретаря парткома КПК АР. С ноября 2006 года — ответственный заместитель секретаря (второй по перечислению заместитель секретаря) парткома КПК АР, дополнительно — секретарь партотделения КПК правительства региона и глава партийной школы Тибетского автономного района.
В марте 2013 года получил очередной перевод, будучи назначенным временно исполняющим обязанности губернатора провинции Цинхай — первым по перечислению заместителем секретаря парткома провинции по должности губернатора. В следующем месяце утверждён в должности губернатора на очередной сессии Собрания народных представителей провинции Цинхай.
В декабре 2016 года назначен секретарём парткома КПК Комитета по контролю и управлению государственным имуществом Китая, в мае 2019 года также занял должность председателя данного Комитета.
28 ноября 2022 года решением Центрального комитета Компартии Китая назначен на высшую региональную позицию секретаря парткома КПК провинции Ляонин. Сменил в этой должности Чжан Гоцина, избранного месяцем ранее членом Политбюро ЦК КПК 20-го созыва.